# Araneus cavaticus
Araneus cavaticus là một loài nhện trong họ Araneidae.
Loài này thuộc chi Araneus. Araneus cavaticus được Eugen von Keyserling miêu tả năm 1881.

## Hình ảnh

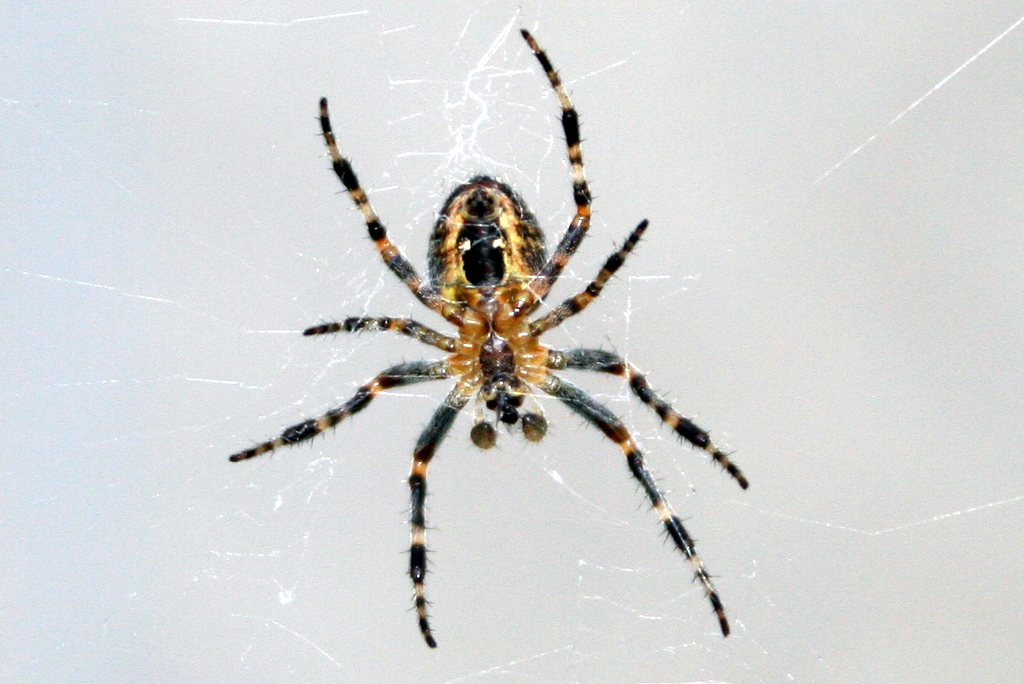
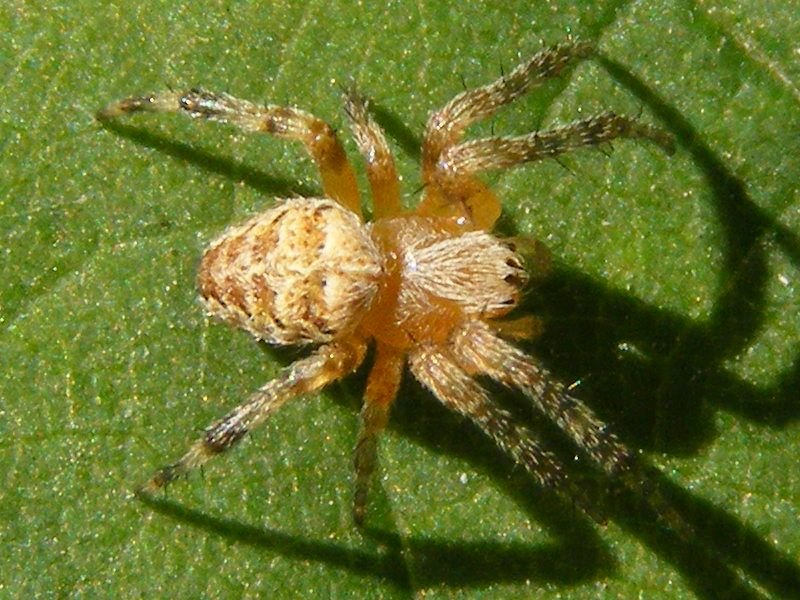
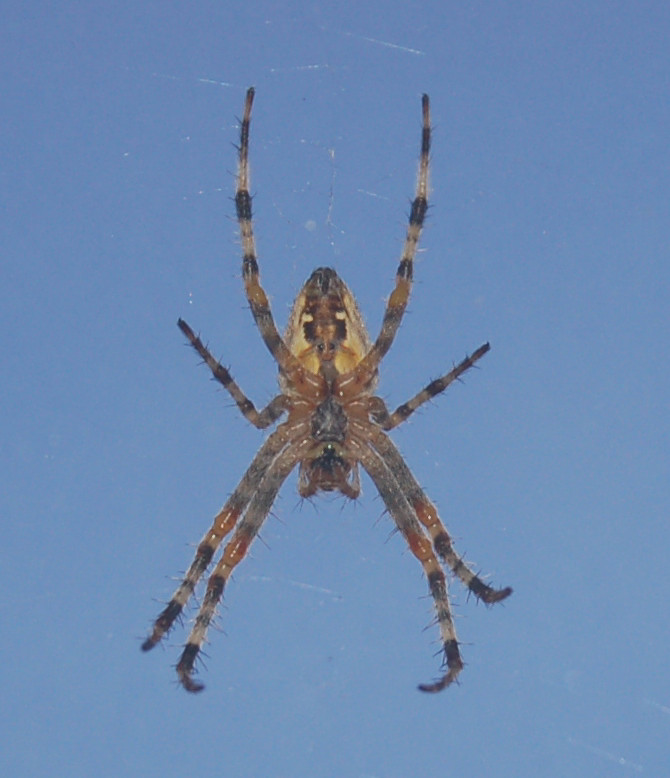
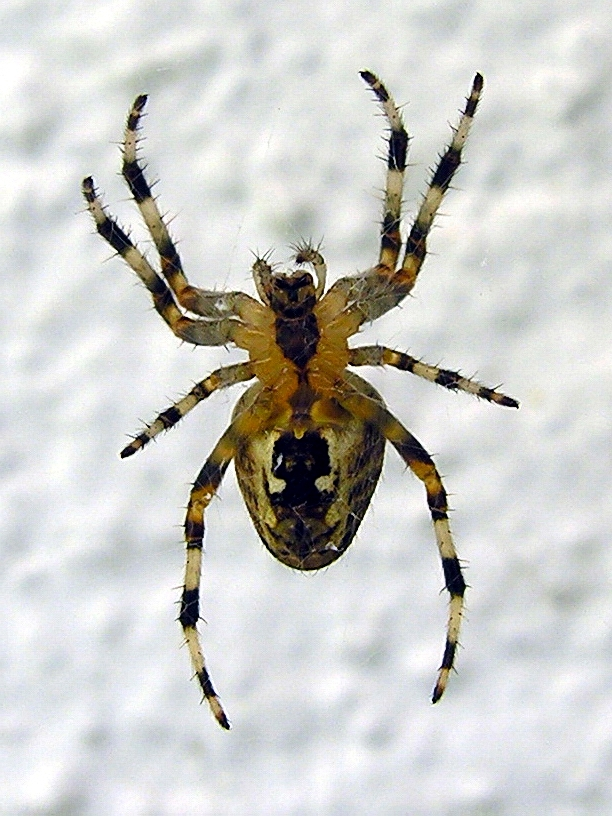